# قطعنامه ۱۵۶۰ شورای امنیت
قطعنامه ۱۵۶۰ شورای امنیت سازمان ملل متحد که در تاریخ ۱۴ سپتامبر ۲۰۰۴ تصویب شد، سندی بین‌المللی دربارهٔ بررسی وضعیت میان اریتره و اتیوپی است. این قطعنامه طی نشست ۵۰۳۲ام با ۱۵ رای موافق، ۰ مخالف و ۰ ممتنع تصویب شد.